# Irondino Ferreira Neto
Irondino Ferreira Neto (* 23. Juli 1975 in Itapagipe), auch bekannt als Dininho, ist ein ehemaliger brasilianischer Fußballspieler.

## Karriere
Dininho begann seine Karriere 1993 bei Mirassol FC. Von 1994 bis 1997 spielte er bei SE Matsubara, Presidente Prudente FC, Mogi Mirim EC und América FC (SP). 1997 wechselte er zu AD São Caetano. 2000 und 2001 wurde er mit dem Verein Vizemeister der Campeonato Brasileiro. 2005 wechselte er zum japanischen Erstligisten Sanfrecce Hiroshima. Sommer 2006 kehrte er nach Brasilien zurück und unterschrieb einen Vertrag bei SE Palmeiras. 2008 wechselte er zu CR Flamengo. Danach spielte er bei EC Santo André, Mirassol FC und Grêmio Catanduvense.